# Autorisation d'accès compassionnel
Pour les articles homonymes, voir AAC.
Une autorisation d'accès compassionnel (ou AAC) est un dispositif français créé en juillet 2021 permettant l'accès à certains médicaments ne possédant pas d'autorisation de mise sur le marché (AMM) n'étant pas destiné à la commercialisation. Sur demande de l'ANSM, ces derniers peuvent cependant être mis à disposition pour certains patients affectés par des pathologies non traitables par des médicaments disposant d'AMM ,.
Elle remplace les recommandations temporaires d’utilisation (RTU).
Les autorisations d'accès précoces (AAP) créées en 2021 en parallèle des AAC remplace quant à elle les autorisations temporaires d'utilisations (ATU), et particulièrement les ATU d'extensions d'indications (ATUei), les post-ATU, les ATU de cohortes (ATUc) et les prises en charge temporaire (PECT),.